# Grzegorz Jarzembski
Grzegorz Franciszek Jarzembski (ur. 26 sierpnia 1949 w Bydgoszczy) – polski matematyk, zajmujący się matematycznymi podstawami informatyki i teorią kategorii.

## Życiorys
W 1967 roku ukończył III Liceum Ogólnokształcące w Bydgoszczy. Następnie podjął studia z zakresu matematyki teoretycznej na Uniwersytecie Mikołaja Kopernika w Toruniu, które ukończył w roku 1972. Sześć lat później obronił pracę doktorską zatytułowaną Algebry w kategorii zbiorów częściowo uporządkowanych i pewne zastosowania w teorii programowania i maszyn. Swoją rozprawę habilitacyjną pt. Funktory częściowo monadyczne wypromował w Instytucie Matematyki Polskiej Akademii Nauk w 1991 roku. Od 1994 jest profesorem UMK.
Od 1973 roku jest członkiem Polskiego Towarzystwa Matematycznego. Pełnił funkcje prodziekana Wydziału Matematyki i Informatyki oraz prorektora UMK w latach 2002-2005.